# Kotebetta, Nagamangala
Kotebetta là một làng thuộc tehsil Nagamangala, huyện Mandya, bang Karnataka, Ấn Độ.